# Gontardsches Puppenhaus

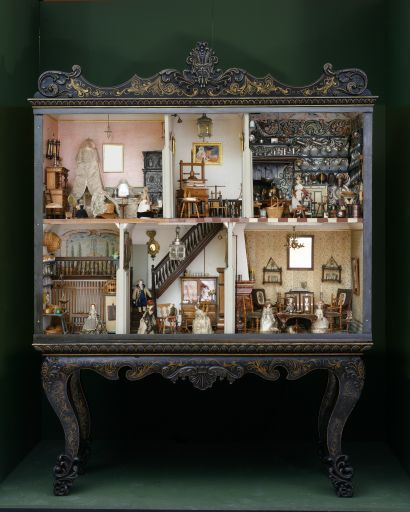
Puppenhaus der Familie Gontard um 1800

Das Gontardsche Puppenhaus ist ein Ausstellungsstück im Historischen Museum Frankfurt. Von der Familie d’Orville kam das Puppenhaus im 18. Jahrhundert in die Bankiersfamilie Gontard, seit 1879 gehört es zum Bestand des Historischen Museums.

## Von d’Orville über Gontard zu Jügel
Das Puppenhaus stammt aus Holland. Susanna d’Orville (1735–1800) bekam es von Freunden im Jahr 1748. Ihre Cousine Agathe d’Orville, Tochter des Offenbacher Bürgermeisters Peter Georg d’Orville, bekam wahrscheinlich von denselben Freunden 1758 ebenfalls ein holländisches Puppenhaus, heute im Haus der Stadtgeschichte in Offenbach ausgestellt.
Im Jahr 1752 heiratete Susanna den Frankfurter Bankier Daniel Andreas Gontard (1727–1781). Das Paar hatte fünf Kinder, davon drei Mädchen, die damit spielten: Johanna Helene (1755–1820), Maria Magdalena (1763–1823) und Margarete (1769–1814).
Das Puppenhaus gelangte später in den Haushalt von Maria Magdalena, die Johann Friedrich Schönemann (1756–1832), den Bruder von Goethes „Lili“, heiratete. Hier war es Mimi Schönemann (1787–1838), die als einziges Kind der Familie mit diesem Erbstück spielte. Sie heiratete 1816 den Buchhändler Carl Christian Jügel (1783–1869).
Carl Jügel war es, der 1857 das Buch Das Puppenhaus, ein Erbstück in der Gontard’schen Familie veröffentlichte, wohl die wichtigste Quelle zur Geschichte des Puppenhauses. Einige Zeit ging es an Cousine Maria Belli-Gontard über. Sie war die Tochter von Franz Gontard (1759–1829), Bruder der Mutter von Mimi Gontard. Schließlich kehrte es zur Familie Jügel zurück.

## Die Schenkung
1879 erhielt das Historische Museum der Stadt Frankfurt dieses Puppenhaus als Stiftung von Jügels Söhnen Franz und August. Sie hatten damit sicher im Sinne ihres 1869 verstorbenen Vaters gehandelt, der ein großer Wohltäter war. Seine Stiftung ermöglichte beispielsweise den Bau des Jügelhauses, eines Hauptgebäudes der Johann Wolfgang Goethe-Universität.

## Beschreibung
Das Puppenhaus besteht aus sechs Räumen.
Unten in der Mitte findet man die Eingangshalle mit Standuhr und Eichentreppe ins Obergeschoss. Rechts davon findet sich der vornehme, üppig ausgestattete Salon. Einen offenen Kamin, Schränke, Tische und Stühle findet man hier. Bilder an den Wänden, ebenso Buchregale. Überall sehr liebevolle Details wie eine vierfache Sanduhr auf dem Kamin. Links von der Eingangshalle findet man eine Speisekammer mit vielen Vorräten.
Im Obergeschoss sieht man den Treppenabsatz, den oberen Vorplatz wieder in der Mitte des Hauses. Rechts davon eine wieder sehr reichhaltig ausgestattete Küche, links davon das Schlafzimmer.